# カール (ヘッセン＝ヴァンフリート方伯)
カール（Karl von Hessen-Wanfried, 1649年7月19日 - 1711年3月3日）は、ドイツのヘッセン＝ヴァンフリート方伯（在位：1676年 - 1711年）。

## 生涯
ヘッセン＝ラインフェルス＝ローテンブルク方伯エルンスト1世とその妻でゾルムス＝リッヒ伯フィリップ1世の娘であるマリー・エレオノーレの間の次男として生まれた。兄はヘッセン＝ローテンブルク方伯ヴィルヘルム1世である。
1676年、ヘッセン＝カッセル方伯領の4分の1の領域にあたる分封領「ローテンブルガー・クヴァルト」の相続協定により、その分領の1つヘッセン＝エシュヴェーゲ方伯領を与えられた。そしてヴァンフリートを宮廷所在地とし、ヘッセン家のカトリック系の分流ヘッセン＝ヴァンフリート方伯家を創始した。彼は居城としてヴァンフリート城を築かせた。エシュヴェーゲに建つ方伯の居城エシュヴェーゲ城は、ブラウンシュヴァイク＝ベーヴァーン公爵家に抵当物件として譲渡された。
ザルム＝ライファーシャイト伯エーリヒ・アドルフの娘ゾフィー・マグダレーネと最初の結婚をしたが、彼女は1675年ヴェネツィア滞在中に死去した。1678年6月4日、ライニンゲン＝ダークスブルク伯エンリコの娘でヘッセン＝イッター方伯ゲオルクの未亡人であるアレクサンドリーネ・ユリアーネと再婚した。後妻も1703年4月19日に夫に先立って死去し、ヴァンフリート方伯家のヒュルフェンスベルク（Hülfensberg）霊廟に埋葬されている。
後継者となった2人の息子がいずれも子を授からなかったため、ヴァンフリート方伯家は1755年に途絶えた。

## 子女
最初の妻ゾフィー・マグダレーネとの間に5人の子女をもうけた。
- カール・エルンスト・アドルフ（1669年）
- マリア・エレオノーラ・アンナ（1670年 - 1671年）
- ヴィルヘルム2世（1671年 - 1731年） - ヘッセン＝ヴァンフリート＝ラインフェルス方伯
- フリードリヒ（1673年 - 1692年） - ケルン大司教座聖堂参事会員、ハンガリーのジェール司教に預けられ教育されている時に死去
- フィリップ（1674年）

後妻アレクサンドリーネ・ユリアーネとの間に11人の子女をもうけた。
- シャルロッテ・アマーリエ（1679年 - 1722年） - 1694年、トランシルヴァニア公ラーコーツィ・フェレンツ2世と結婚
- エルンスト（1680年）
- ゾフィー・レオポルディーネ（1681年 - 1724年） - 1700年、ホーエンローエ＝バルテンシュタイン伯フィリップ・カール（ドイツ語版）と結婚
- カール・アレクサンダー（1683年 - 1684年）
- マリア・アンナ・ヨハンナ（1685年 - 1764年） - 父に仕える厩舎長ダニエル・フォン・インゲンハイムと結婚、娘マリア・カロリーネ・シャルロッテ・フォン・インゲンハイムはバイエルン選帝侯・神聖ローマ皇帝カール・アルブレヒトの愛妾
- マリア・テレーゼ・エリーザベト・ヨーゼファ（1687年 - 1689年）
- クリスティーネ・フランツィスカ・ポリクセネ（1688年 - 1728年） - 1712年、レーヴェンシュタイン＝ヴェルトハイム＝ロシュフォール侯ドミニク・マルクヴァルトと結婚
- クリスティアン（1689年 - 1755年） - ヘッセン＝ヴァンフリート＝ラインフェルス方伯
- ユリアーン・エリーザベト・アンナ・ルイーゼ（1690年 - 1724年） - 1718年、クリスティアン・オットー・フォン・リンブルク＝シュティルム伯爵と結婚
- マリア（1693年）
- エレオノーレ・ベルンハルディーネ（1695年 - 1768年）